# Vidas errantes
Vidas errantes, es una película mexicana de 1985 dirigida por Juan Antonio de la Riva y protagonizada por José Carlos Ruiz, Ignacio Guadalupe, Josefina Gonzales, Eugenia D'Silva y Pedro Armendáriz.

## Argumento
El filme relata la travesía de Francisco y Guillermo su ayudante al exhibir viejos filmes mexicanos dentro de los poblados de la sierra de Durango. Al ir juntando el dinero suficiente se propone a cumplir el sueño de toda su vida el cual era poner un cine a las afueras de su población natal. 
Pasando por diversas aventuras Guillermo conoce a Josefina y se la lleva a trabajar al cine. Por un descuido de uno de los nuevos integrantes del equipo con deficiencias intelectuales el Cine que ya estaba casi listo se incendia y los protagonistas tienen que volver a comenzar.

## Reparto
| Actor                  | Personaje           |
| ---------------------- | ------------------- |
| José Carlos Ruiz       | Francisco           |
| Ignacio Guadalupe      | Guillermo           |
| Josefina Gonzáles      | Muchacha            |
| Eduardo Sigler         | el cristero         |
| Juan Manuel Luevanos   | el Gavi             |
| José Manuel García     | Melo, el carpintero |
| Gabriela Olivo de Alba | Maestra Laurencia   |
| Francisco Javier Gómez | Profesor Lorenzo    |

### Actuaciones especiales
- Eugenia D' Silva como doña Luisa
- Pedro Armendáriz Jr. como el ingeniero.

## Premios y reconocimientos
Durante el Festival Internacional de Cine de San Sebastián obtuvo el premio  FIPRESCI en 1984. Durante el bienal de cine en la ciudad de Bogotá en 1984 se le otorgó el premio especial bochicha de oro a la mejor ópera prima, ExAequo y al mejor actor. En el Festival Internacional del Nuevo Cine Latinoamericano de La Habana, Cuba en 1984 ganó el premio especial del Jurado. 
Es ganadora de cuatro diosas de plata, Arieles, premio a la actuación masculina, premio al argumento original y a la mejor ópera prima en el año de 1985.